# Arquidiócesis de Duala
La arquidiócesis de Duala (en latín: Archidioecesis Dualaensis y en francés: Archidiocèse de Douala) es una circunscripción eclesiástica de la Iglesia católica en Camerún. Se trata de una arquidiócesis latina, sede metropolitana de la provincia eclesiástica de Duala. Desde el 17 de noviembre de 2009 su arzobispo es Samuel Kleda.

## Territorio y organización
La arquidiócesis tiene 1200 km² y extiende su jurisdicción sobre los fieles católicos de rito latino residentes en parte de los departamentos de Wouri y de Sanaga-Maritime en la región del Litoral.
La sede de la arquidiócesis se encuentra en la ciudad de Duala, en donde se halla la Catedral de San Pedro y San Pablo.
La arquidiócesis tiene como sufragánea a las diócesis de: Bafang, Bafoussam, Édéa, Eséka y Nkongsamba.
En 2021 en la arquidiócesis existían 72 parroquias agrupadas en 9 zonas episcopales llamadas Wouri y numeradas del 1 al 9.

## Historia
La prefectura apostólica de Duala fue erigida el 31 de marzo de 1931 con el breve Apostolicum munus del papa Pío XI, obteniendo el territorio del vicariato apostólico de Camerún (hoy arquidiócesis de Yaundé).
El 27 de mayo de 1932 la prefectura apostólica fue elevada a vicariato apostólico con el breve Ut praefecturae del papa Pío XI.
El 14 de septiembre de 1955 el vicariato apostólico fue elevado a diócesis con la bula Dum tantis del papa Pío XII. Originalmente era sufragánea de la arquidiócesis de Yaundé.
El 18 de enero de 1963 cedió una parte de su territorio para la erección de la diócesis de Sangmelima mediante la bula Quod superno del papa Juan XXIII.
El 18 de marzo de 1982 fue elevada al rango de arquidiócesis metropolitana con la bula Eo magis catholica del papa Juan Pablo II.
El 20 de mayo de 1991 cedió una parte de su territorio para la erección de la diócesis de Ebolowa-Kribi mediante la bula Permagno gaudio del papa Juan Pablo II, que en 2008 se dividió en dos, la diócesis de Ebolowa y la diócesis de Kribi.
El 22 de marzo de 1993 cedió otras partes de su territorio para la erección por el papa Juan Pablo II de las diócesis de Édéa (mediante la bula Quo aptius consuleretur) y Eséka (mediante la bula Pro gravissimo Nostro munere).

## Estadísticas
Según el Anuario Pontificio 2022 la arquidiócesis tenía a fines de 2021 un total de 768 230 fieles bautizados.
| Año                                                                             | Población            | Población | Población      | Sacerdotes | Sacerdotes    | Sacerdotes    | Bautizados por sacerdote | Diáconos permanentes | Religiosos | Religiosos | Parroquias |
| Año                                                                             | Bautizados católicos | Total     | % de católicos | Total      | Clero secular | Clero regular | Bautizados por sacerdote | Diáconos permanentes | Varones    | Mujeres    | Parroquias |
| ------------------------------------------------------------------------------- | -------------------- | --------- | -------------- | ---------- | ------------- | ------------- | ------------------------ | -------------------- | ---------- | ---------- | ---------- |
| 1950                                                                            | 153 793              | 400 000   | 38.4           | 77         | 25            | 52            | 1997                     |                      |            | 44         |            |
| 1969                                                                            | 177 800              | 421 400   | 42.2           | 145        | 97            | 48            | 1226                     | 7                    | 95         | 101        | 34         |
| 1980                                                                            | 521 860              | 1 200 000 | 43.5           | 106        | 64            | 42            | 4923                     | 15                   | 84         | 172        | 45         |
| 1990                                                                            | 810 000              | 1 920 000 | 42.2           | 100        | 75            | 25            | 8100                     | 14                   | 46         | 120        | 64         |
| 1999                                                                            | 494 040              | 1 950 000 | 25.3           | 96         | 59            | 37            | 5146                     | 3                    | 62         | 161        | 27         |
| 2000                                                                            | 500 112              | 1 900 000 | 26.3           | 105        | 72            | 33            | 4762                     | 2                    | 57         | 160        | 27         |
| 2001                                                                            | 506 132              | 1 900 000 | 26.6           | 98         | 69            | 29            | 5164                     | 2                    | 52         | 159        | 28         |
| 2002                                                                            | 515 897              | 2 000     | 25.8           | 112        | 82            | 30            | 4606                     | 2                    | 79         | 158        | 30         |
| 2003                                                                            | 522 939              | 2 500 000 | 20.9           | 115        | 84            | 31            | 4547                     | 1                    | 48         | 173        | 33         |
| 2004                                                                            | 530 357              | 2 500 000 | 21.2           | 134        | 92            | 42            | 3957                     | 1                    | 63         | 190        | 33         |
| 2006                                                                            | 552 314              | 2 591 000 | 21.3           | 162        | 109           | 53            | 3409                     |                      | 97         | 332        | 38         |
| 2013                                                                            | 633 015              | 3 028 000 | 20.9           | 162        | 138           | 24            | 3907                     |                      | 50         | 230        | 51         |
| 2016                                                                            | 689 300              | 3 211 240 | 21.5           | 160        | 131           | 29            | 4308                     |                      | 58         | 251        | 62         |
| 2019                                                                            | 731 000              | 3 448 770 | 21.2           | 230        | 153           | 77            | 3178                     |                      | 126        | 221        | 72         |
| 2021                                                                            | 768 230              | 3 624 000 | 21.2           | 240        | 163           | 77            | 3200                     |                      | 126        | 221        | 72         |
| Fuente: Catholic-Hierarchy, que a su vez toma los datos del Anuario Pontificio. |                      |           |                |            |               |               |                          |                      |            |            |            |

## Episcopologio
- Mathurin-Marie Le Mailloux, C.S.Sp. † (5 de mayo de 1931-17 de diciembre de 1945 falleció)
- Pierre Bonneau, C.S.Sp. † (12 de diciembre de 1946-27 de enero de 1957 falleció)
- Thomas Mongo † (5 de julio de 1957-29 de agosto de 1973 renunció)
- Simon Tonyé † (29 de agosto de 1973 por sucesión-31 de agosto de 1991 renunció)
- Christian Wiyghan Tumi † (31 de agosto de 1991-17 de noviembre de 2009 retirado)
- Samuel Kleda, por sucesión el 17 de noviembre de 2009